# Musée Glenn-H.-Curtiss

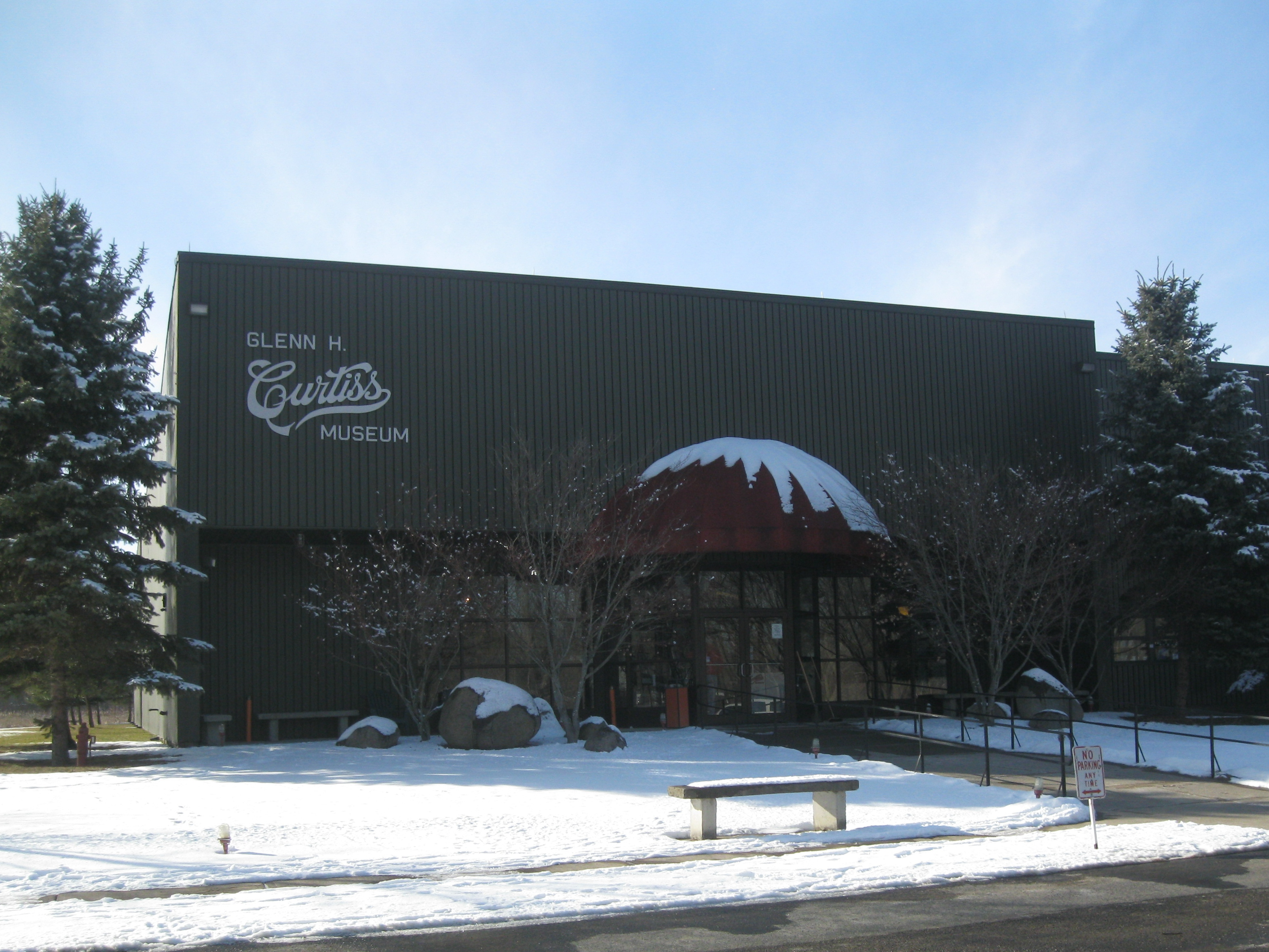
Entrée du musée en 2013

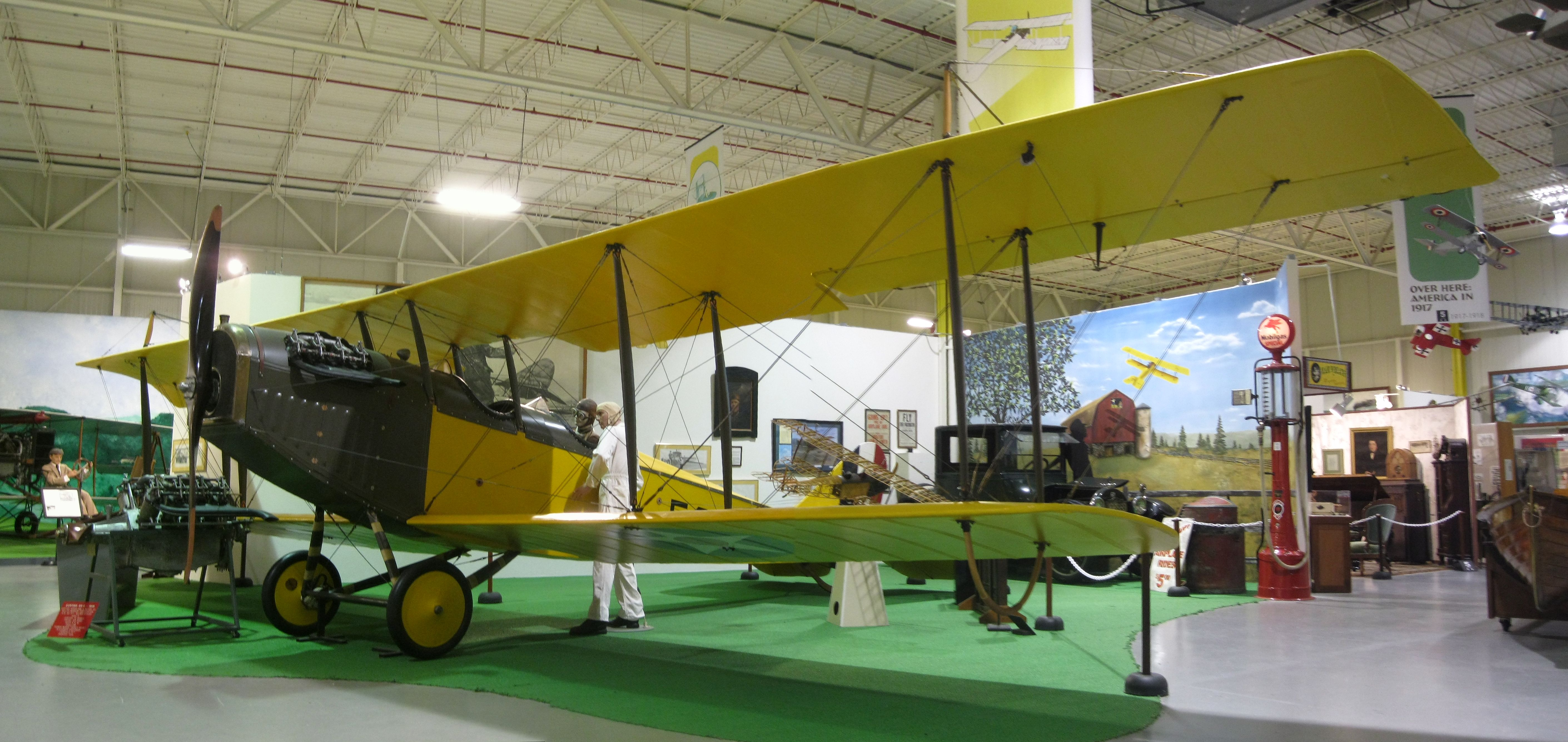
Curtiss JN-4 "Jenny", l'un des modèles exposés au musée

Le musée Glenn-H.-Curtiss est un musée d'histoire locale soulignant les réalisations de l'aviateur américain Glenn Curtiss. Situé à Hammondsport, dans l'État de New York , le musée expose une grande collection d'avions conçus et réalisés par Curtiss (et, ultérieurement, par divers constructeurs), de motos et beaucoup d'autres articles se rapportant à la région locale des Finger Lakes tels que des bateaux et objets se rapportant à la culture de la vigne. De 1962 à 1994, le musée était situé dans la Hammondsport Union Free School (en).
Les visiteurs peuvent y observer plus d'une douzaine d'avions, dont les modèles AEA June Bug, AEA Silver Dart, Curtiss Model D, Curtiss Model E, Curtiss "America", Curtiss JN-4, Curtiss Model MF, Curtiss Oriole (en), Curtiss Robin, C-46 Commando , trois Mercury Aircraft (à échelle 2/3), Curtiss P-40 Warhawk, et le Curtiss-Wright Junior (en).